# Enoploides stewarti
Enoploides stewarti is een rondwormensoort uit de familie van de Thoracostomopsidae. De wetenschappelijke naam van de soort is voor het eerst geldig gepubliceerd in 1993 door Nicholas.